# مبارزه با مشت
مبارزه با مشت (انگلیسی: Fist Fight) یک فیلم آمریکایی در ژانر کمدی به کارگردانی ریچی کین و نویسندگی ون روبی‌چاکس و ایوان ساسر بر اساس داستانی از روبی‌چاکس، ساسر و ماکس گرینفیلد است که در سال ۲۰۱۷ از سوی برادران وارنر منتشر شد. آیس کیوب، چارلی دی، تریسی مورگان و جیلیان بل، دین نوریس، کریستینا هندریکس و کمیل نانجیانی از بازیگران این فیلم هستند.
مبارزه با مشت اولین‌بار در ۱۳ فوریه ۲۰۱۷ در لس آنجلس به نمایش درآمد و در ۱۷ فوریه ۲۰۱۷ در سینماهای ایالات متحده اکران شد. فیلم در سراسر جهان ۴۱ میلیون دلار فروخت.

## داستان
در روز آخر مدرسه‌ای که از کنترل معلمین خارج شده، معلم زبان ساده و عادی به نام اندی کمبل که زن و یک دختر و یک فرزندی که قراراست به زودی‌ به‌دنیا بیاید، باعث بیکار شدن معلم تاریخ، رونالد استریکلند، می‌شود. او به یک رقابت مشت زنی بعد از مدرسه توسط‌رونالد استریکلند دعوت می‌شود. اندی کمبل در طول مدرسه دست به هر کاری می‌زند تا این دعوا انجام نگیرد.

## بازیگران
- چارلی دی در نقش اندی کمبل، معلم زبان انگلیسی
- آیس کیوب در نقش رونالد استریکلند، معلم تاریخ
- تریسی مورگان در نقش کرافورد، مربی باشگاه
- جیلیان بل در نقش خانم هالی، یک مشاور بداخلاق
- دین نوریس در نقش ریچارد تایلر، مدیر دبیرستان
- کریستینا هندریکس در نقش خانم مونه، معلمی که طرفدار استریکلند است.
- کمیل نانجیانی در نقش افسر مهر، نگهبان مدرسه
- دنیس هیزبرت در نقش جوهانسون، سرپرست مدرسه
- جوانا گارسیا در نقش مگی کمبل، همسر اندی